# RiverBrink Art Museum

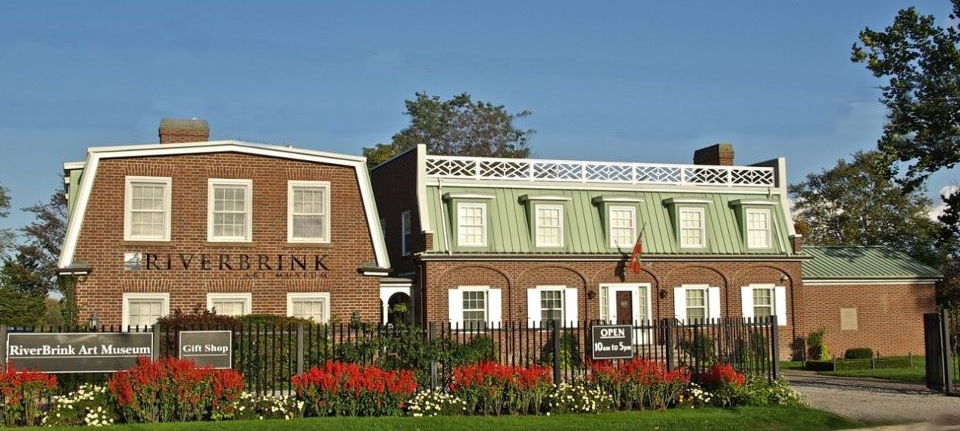
RiverBrink Art Museum

Das RiverBrink Art Museum ist ein Kunstmuseum in Queenston, einem historischen Dorf in Niagara-on-the-Lake, Ontario, Kanada. Es liegt am Niagara Parkway und ist seit 1983 für die Öffentlichkeit zugänglich. Das Gebäude und die Sammlung wurden von Samuel E. Weir gestiftet, einem erfolgreichen kanadischen Anwalt irischer und deutscher Abstammung, der ab 1936 Rechtsberater der Königin war.

## Geschichte
Samuel Edward Weir wurde am 12. August 1898 in London, Ontario, als Sohn von Dr. George Sutton Weir und Sarah Bawtinheimer geboren. Er begann 1915 ein Jurastudium an der Osgoode Hall Law School und wurde 1920 in die Anwaltskammer von Ontario aufgenommen. Weir praktizierte in London, Ontario, in der Kanzlei Jeffrey and Co. und eröffnete später seine eigene Kanzlei. Er wurde 1936 zum Queen's Counsel ernannt, 1950 zum Bencher der Law Society of Upper Canada gewählt und 1965 zum Bencher auf Lebenszeit ernannt. Weir zog sich 1970 aus der aktiven Praxis zurück und lebte bis zu seinem Tod am 18. Januar 1981 in Niagara-on-the-Lake, Ontario.

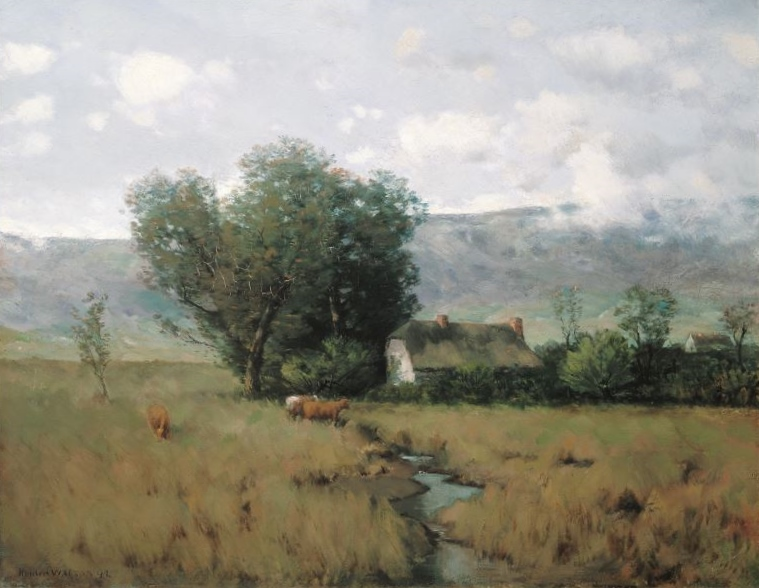

Sein Interesse an der bildenden Kunst begann Anfang der 1920er Jahre mit dem Kauf eines Aquarells der englischen Künstlerin Dame Laura Knight. Später erwarb er das Gemälde The Lothian Hills (1892) direkt vom Künstler Homer Watson in Raten, eine Praxis, die er bei vielen weiteren Transaktionen fortsetzte. Trotz zahlreicher weiterer Ankäufe blieb dieses Gemälde zeitlebens sein Lieblingsbild.

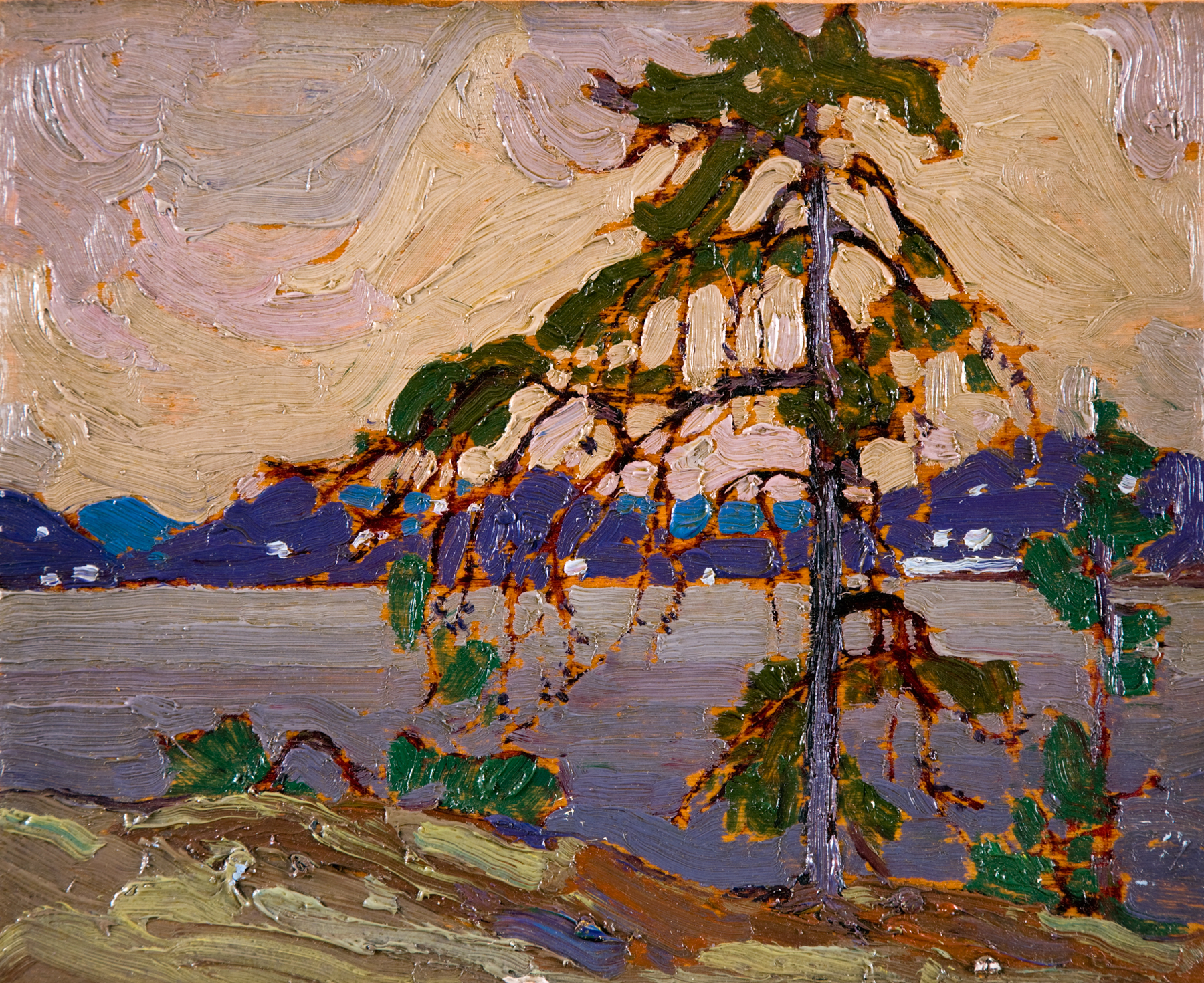
Tom Thomson: Sketch for the Jack Pine, entstanden im Frühling 1916

Über einen Zeitraum von rund 60 Jahren erwarb und bewahrte der eigenwillige Rechtsanwalt in seinem Haus rund 1000 Werke herausragender Maler und Bildhauer für die Nachwelt auf. Im Laufe der Zeit umfasste seine Sammlung Bronzen von Jacob Epstein (eine Büste von George Bernard Shaw) und Tait McKenzie (The Sprinter, Ice Bird) sowie Ölgemälde von Paul Peel, James Wilson Morrice, Marc Suzor-Coté und Cornelius David Krieghoff. Weir starb 1981 und hinterließ seine Sammlung und sein Anwesen der 1962 gegründeten Weir Foundation.

## Architektur
Samuel E. Weir erwarb 1943 ein Grundstück in Queenston und begann Ende der 1950er Jahre mit dem Bau eines Landhauses und einer Remise nach Plänen des englischen Architekten Arthur E. Nutter. Weir trug maßgeblich zum Entwurf bei und wünschte sich Details wie einen Atombunker im Keller und eine Einliegerwohnung über der Remise. Das Hauptgebäude wurde im georgianischen Stil mit Mansarddach und Gaubenfenstern errichtet. In den Innenräumen sind die originalen Holzvertäfelungen des Tischlers Alexander Kiss aus verschiedenen Holzarten erhalten. Das Haus wurde 1970 fertiggestellt und nach Weirs Tod in ein Kunstmuseum umgewandelt. 1996 wurde an der Ostseite des Gebäudes eine große Veranda als zusätzlicher Ausstellungsraum angebaut. 

## Sammlung

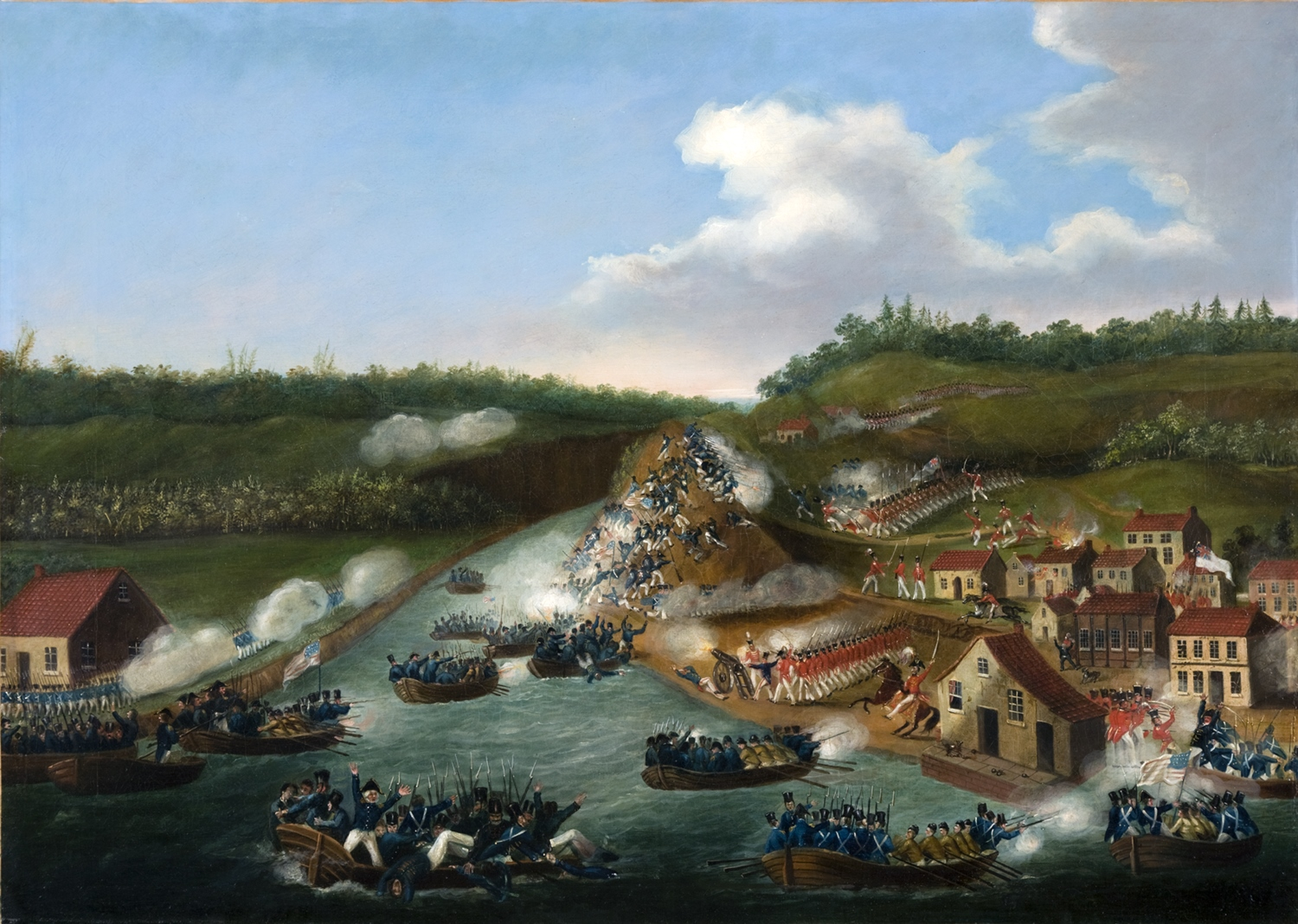
Schlacht von Queenston Heights, unbekannter Künstler

Die Sammlung des Museums umfasst mehr als 1400 Werke kanadischer und internationaler Künstler, darunter Gemälde, Drucke, Arbeiten auf Papier und Skulpturen. Zu den bedeutenden kanadischen Künstlern der Sammlung gehören Tom Thomson, Homer Watson, Marc Aurèle de Foy Suzor-Coté, Cornelius Krieghoff, Emily Carr und die Mitglieder der Group of Seven. Die Sammlung umfasst auch Werke bekannter britischer, französischer und amerikanischer Künstler wie Augustus John, Mary Cassatt, Armand Guillaumin, Grant Wood und Edgar Degas. Darüber hinaus verfügt das Museum über eine umfangreiche Kunstgewerbesammlung mit englischem und Québecer Silber, Uhren, antiken Möbeln, Medaillen, Münzen, Teppichen und Keramiken. Die Bibliothek und das Archiv des Museums beherbergen mehr als 4000 Bücher, persönliche Korrespondenz, Karten, Auktionskataloge und Künstlerdossiers. 